# Edmund Szamlewski
Edmund Szamlewski (ur. 3 lutego 1917 w Pięćmorgach w powiecie świeckim, zm. 1 sierpnia 1982 w Iławie)  – kapral piechoty Wojska Polskiego, członek załogi Wojskowej Składnicy Tranzytowej na Westerplatte podczas kampanii wrześniowej 1939.

## Życiorys
Pochodził z rodziny robotniczej, był synem Władysława i Marii z d. Schmidt. W 1934 ukończył Szkołę Podoficerską Piechoty dla Małoletnich w Śremie. Następnie służył w 5 pułku piechoty Legionów w Wilnie. W 1938 – jako kapral zawodowy – został przeniesiony na Westerplatte. W czasie obrony był dowódcą placówki „Wał” przy bramie kolejowej, następnie przebywał na placówce „Fort”. 2 września – podczas nalotu – znajdował się w wartowni nr 5, gdzie został ciężko ranny. Po kapitulacji trafił do obozu jenieckiego w Dulken (Nadrenia), potem jako robotnik przymusowy pracował w kolejnictwie. We wrześniu 1944 został wcielony do armii niemieckiej i wysłany na front wschodni. Od maja do czerwca 1945 przebywał w niewoli sowieckiej.
Po powrocie do Polski został zrehabilitowany. Pracował w kolejnictwie, był m.in. zwrotniczym i dyżurnym ruchu – ostatnie lata przepracował ze względu na zły stan zdrowia w biurze technicznym. Na emeryturę przeszedł w 1977. Od 1956 był członkiem PZPR, pełniąc w latach 1970–1977 funkcję I sekretarza Podstawowej Organizacji Partyjnej w swoim zakładzie.
Zmarł w Iławie i został pochowany na tamtejszym cmentarzu komunalnym.

### Rodzina
Był żonaty z Karoliną, którą poznał podczas służby w Wilnie. Miał sześcioro dzieci: Zdzisława (ur. 1939), Henryka (ur. 1945), Władysława (ur. 1945), Janusza (ur. 1947), Marię (ur. 1948) i Benedykta (ur. 1957).

## Odznaczenia
- 1957 Medal za Odrę, Nysę, Bałtyk
- 1959 Medal Zwycięstwa i Wolności 1945
- 1960 Odznaka Grunwaldzka
- 1961 Krzyż Walecznych
- 1974 Krzyż Kawalerski Orderu Odrodzenia Polski
- 1990 Krzyż Srebrny Orderu Virtuti Militari (pośmiertnie)

## Film
W wyreżyserowanym przez Stanisława Różewicza filmie fabularnym Westerplatte postać kpr. Edmunda Szamlewskiego zagrał Józef Nalberczak.